# Misterul trenului albastru
Misterul trenului albastru este un roman polițist scris de scriitoarea britanică Agatha Christie în anul 1928. În Marea Britanie a apărut pentru prima oară la 29 martie 1928, publicat fiind de William Collins& Sons. Dodd, Mead and Company a publicat cartea în același an, în SUA. Detectivul este Hercule Poirot.